# 重庆城市科技学院
29°22′41″N 105°53′53″E / 29.37806°N 105.89806°E
重庆城市科技学院为中國重庆市的一所民办本科普通高等学校，学校前身是重庆大学城市科技学院。学校现有校区位于重庆市永川区，校园的局部区域曾经为解放军第一四二四研究所（成字一二八部队），另有在建的巴南校区。

## 历史
2005年9月30日，重庆大学渝西学院成立，是一所由重庆大学和北京北方投资集团共同创立的独立学院。2006年，更名为重庆大学城市科技学院。
2020年12月18日，经教育部批准，重庆大学城市科技学院脱离重庆大学管理，并由独立学院转设为民办普通高等学校，并更名重庆城市科技学院，学校由重庆百年光彩科技园有限公司全资持有。

## 院系专业
截止到2020年，学校约有28000名学生，共设有48个本科专业，其中土木工程、工程造价、电气工程及其自动化、软件工程入选重庆市一流本科专业建设名单。
- 体育与大健康学院
- 人文学院
- 艺术与传媒学院
- 建筑管理学院
- 人工智能与大数据学院
- 电气工程与智能制造学院
- 经济管理学院
- 建筑与土木工程学院